# Lycée français de la Nouvelle-Orléans
Le Lycée Français de la Nouvelle-Orléans (LFNO) est une école «à charte» de type II et une école internationale française située à la Nouvelle-Orléans,en Louisiane. En 2020-2021 elle desservait la maternelle jusqu'à la 10e année et est aujourd'hui (2025) une école complète de la maternelle à la 12e année (fin de Lycée). Il relève du Conseil scolaire paroissial d'Orléans (OPSB).
Il se trouve dans le quartier Uptown de la Nouvelle-Orléans. L'école dispose de deux campus : le campus Patton et le campus Johnson, ce dernier à Carrollton. Il est prévu d'établir l'ancien lycée Alfred C. Priestley Junior High School comme nouveau campus ; l'école a acquis la propriété en 2015. Il se trouve à Pigeon Town, dans le quartier de Léonidas. Il est accrédité par l' Agence pour l'enseignement français à l'étranger (AEFE). Son organisation dirigeante est une organisation à but non lucratif Lycée Français de la Nouvelle Orléans, Inc.

## Historique

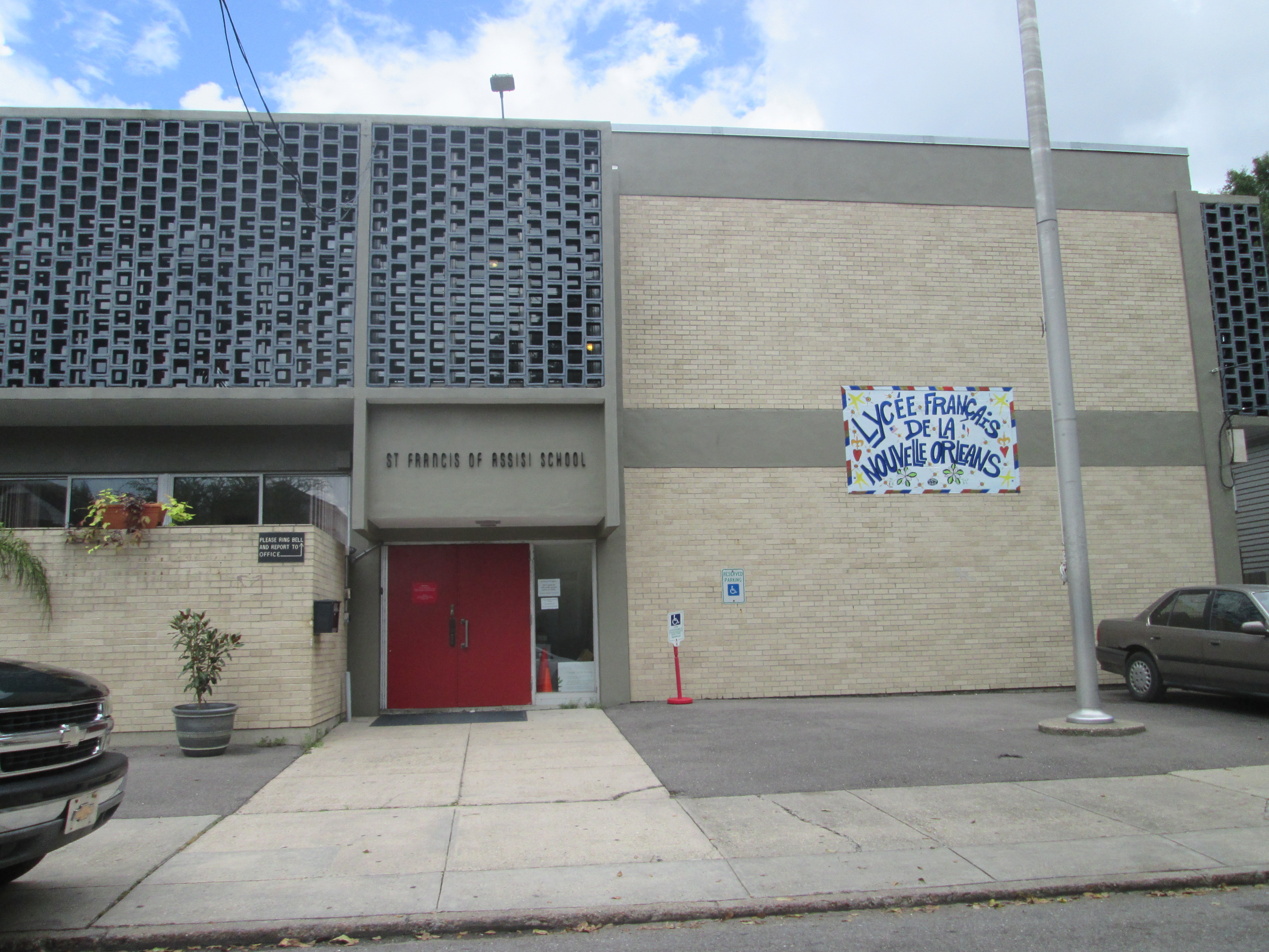
Campus de Patton St., ancienne école Saint-François d'Assise, en septembre 2014

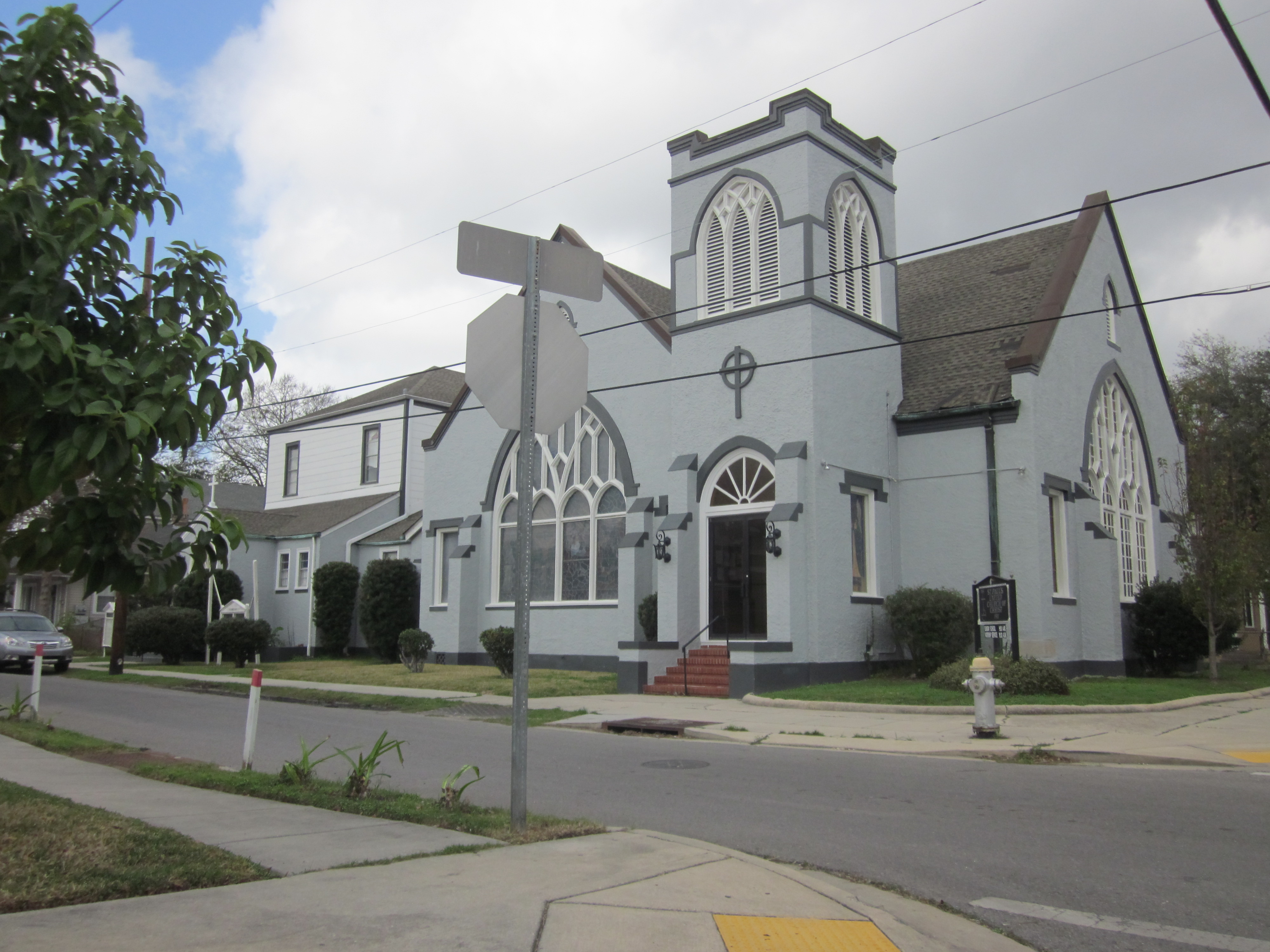
Église Saint-Paul du Christ, rues Eleonore et Patton, Uptown La Nouvelle-Orléans

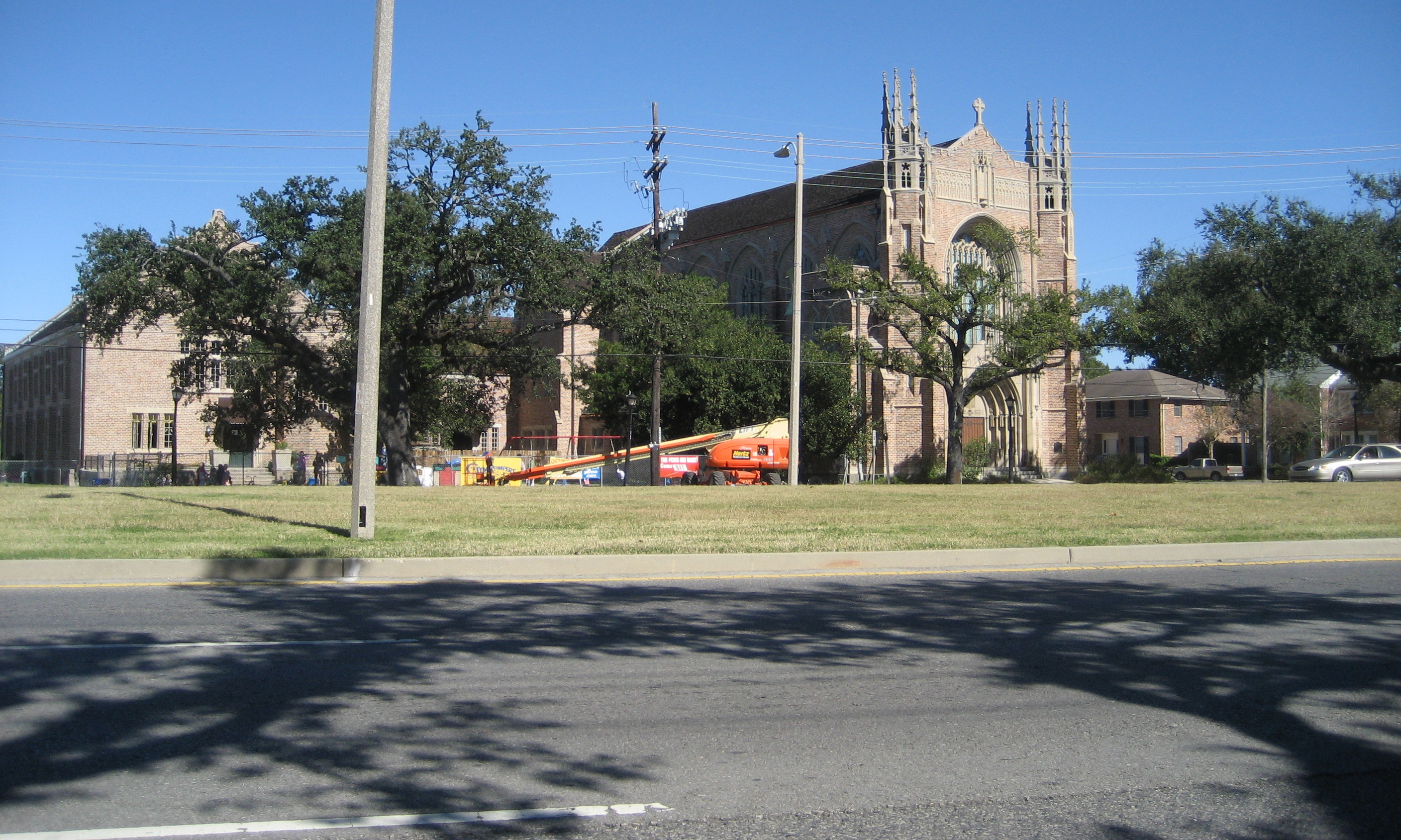
Avenue Claiborne, montrant les bâtiments rattachés à la Première Église presbytérienne

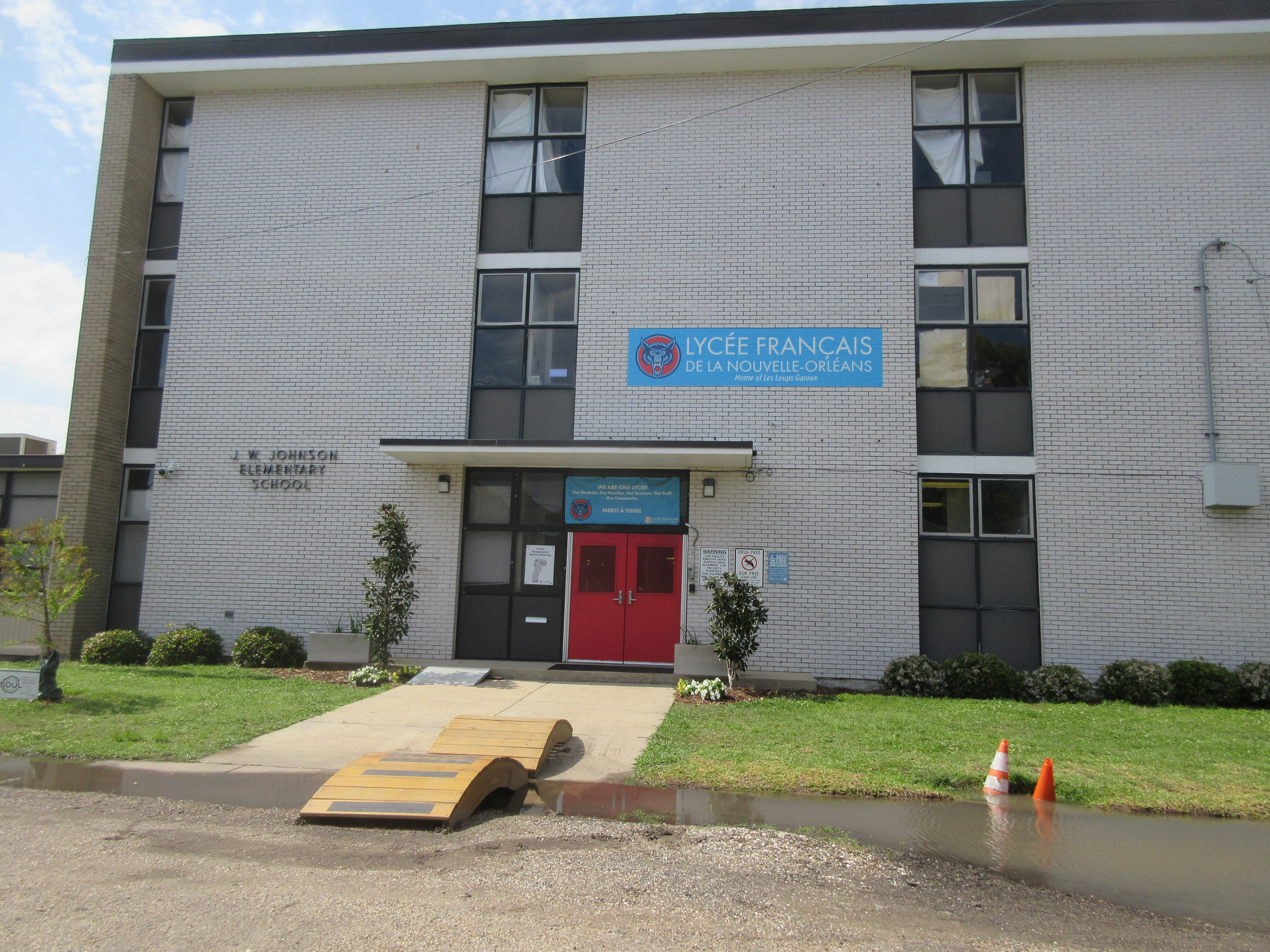
Rue Monroe, 2021

L'école a ouvert ses portes en 2011.
À l'origine, elle fonctionnait à partir du zoo Audubon et de la First Presbyterian Church, avec trois salles de classe à chaque campus. Cette année-là, l’école envisageait de signer un bail pour un bâtiment scolaire. L'école a dû louer des locaux puisque, selon sa classification en matière de charte, le gouvernement de l'État de Louisiane et l'OPSB ne garantissaient pas les installations scolaires. Jill Otis a été la première PDG de l'école. Le Conseil de l'éducation élémentaire et secondaire de la Louisiane (BESE) a autorisé la charte de l'école. Il ne faisait pas partie du Recovery School District (RSD).
En novembre 2011, l'église Saint-François d'Assise a accepté de louer son bâtiment scolaire au lycée. L'Académie Milestone SABIS avait précédemment loué le bâtiment ; la direction de l'école Milestone SABIS a appris le changement par le biais des médias.
En avril 2012, Jean-Jacques Grandière devient PDG par intérim. À l’automne 2012, l’école a enregistré un déficit de 80 000 $ et a dû licencier certains employés. À cette époque, Grandière avait démissionné. Le président du conseil d'administration a embauché une ancienne employée de l'école McGehee, Gisele Schexnider, comme PDG par intérim. En réponse, certains parents se sont plaints auprès du gouvernement de l’État de Louisiane. Danielle Dreilinger du Times-Picayune a déclaré que cette décision avait entraîné une « perte de confiance ». Les parents critiques ont estimé que la décision avait été prise trop rapidement et qu'il n'était pas juste que l'embauche ait été faite sans une recherche préalable de surintendant. Il y avait également un groupe de parents qui soutenaient Schexnider.
Le 11 janvier 2013, les parents ont déposé une plainte officielle auprès du BESE. En réponse, John White, le surintendant de l'éducation de l'État de Louisiane, a nommé en décembre 2012 une personne pour aider l'école à trouver un directeur permanent, Jeremy Hunnewell, qui était à la fois membre d'EMH Strategy et de la Louisiana Association of Public Charter Schools ; il s'agissait d'une décision que Dreilinger a qualifiée d'inattendue. En 2013, en raison des changements soudains de direction initiaux, Dreilinger a décrit l'école comme « en difficulté».
Le conseil d'administration choisi Mireille Rabaté comme nouvelle directrice générale pour 2013, mais elle a décliné le poste. Le 1er juillet 2013, Keith Bartlett devient le nouveau directeur général. L'effectif prévisionnel pour l'automne 2013 était de 400 élèves, jusqu'au CE2.
En 2014, l'école rejoint l'Association des Écoles françaises d'Amérique du Nord (AEFA) et reçoit l'accréditation du ministère français de l'Éducation nationale.
En 2015, l'école comptait 466 élèves. Cette année-là, l'OPSB vend au lycée l'ancien campus de trois étages de l'école secondaire Alfred C. Priestly.
En 2016, l'école comptait 721 élèves. Elle disposait de deux campus supplémentaires : l'église unie du Christ -Saint-Paul et l'église unie du Christ - Saint-Matthieu, cette dernière ayant ouvert ses portes en 2016. Cette année-là, la population étudiante était expansion et l'école recherchait des locaux supplémentaires .
En 2016, le conseil d'administration du lycée approuve le projet d'ouvrir un campus dans l'ancienne école élémentaire James Weldon Johnson à Carrollton. L'espace à Johnson se libère suite à l'école Sophie B. Wright cette année-là, la rénovation de ses installations permanentes étant terminée. La demande est approuvée en mars 2017.

## Admissions
Pour les élèves de CP et plus, l'admission nécessite généralement la réussite d'un test de français.
En 2019, le Conseil de l'éducation élémentaire et secondaire de Louisiane (BESE) autorise l'établissement à accorder des dispenses de test de français aux élèves issus d'établissements accrédités par le ministère français de l'Éducation et/ou titulaires du Diplôme d'études en langue française.

## Campus

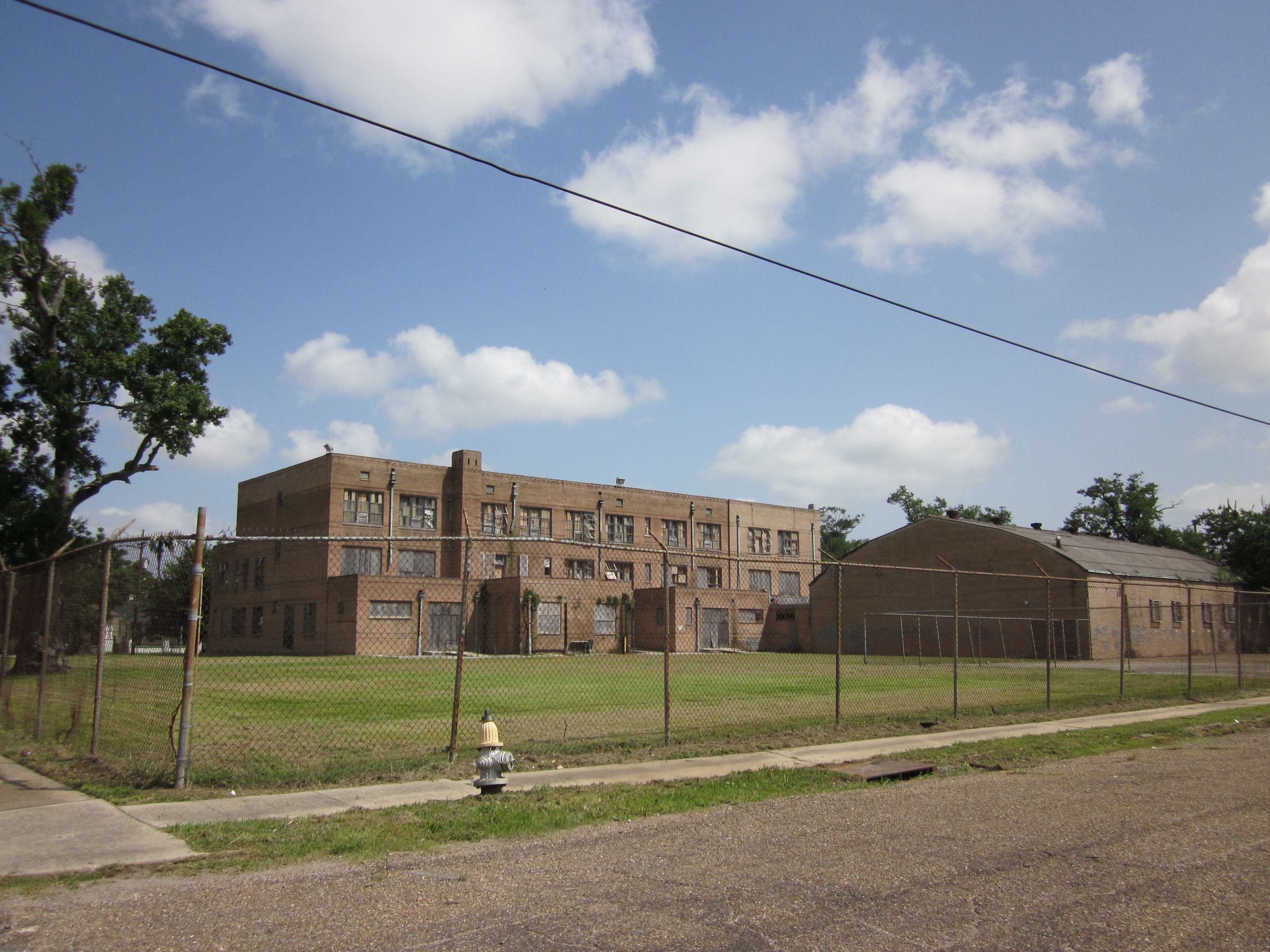
L'ancien complexe scolaire Priestly, vacant en 2010

Le nouveau lycée – l'ancien collège Priestly – se situe dans le quartier Pigeon Town/Pension Town à Léonidas. Le bâtiment Priestly occupe une superficie totale de 3000m2  d'espace. Le gymnase construit en 1955 avait une superficie totale  600m2.
Le complexe Priestly valait environ 425 000 $ en 2015 ; Martha Jewson du Times-Picayune a écrit que l'école devrait dépenser au moins 9 millions de dollars pour rendre le bâtiment viable pour l'accueil des élèves. Selon un rapport l'OPSB de 2008, suite à l'ouragan Katrina, «l'établissement a subi d'importants dégâts, et la plupart sont irréparables.»
La propriété occupe un seul îlot urbain.